# Rebecca Lepkoff
Rebecca Lepkoff, geb. Brody (* 4. August 1916 in New York; † 17. August 2014 in Townshend, Vermont) war eine US-amerikanische Fotografin, die vor allem für ihre Dokumentation des Alltagslebens in der Lower East Side von New York in den 1940er Jahren bekannt ist. Sie war Mitglied der New Yorker Photo League. Die Photo League war eine Organisation von Fotografen in New York, die sich der Dokumentation des Lebens in den Arbeitervierteln widmete. Sie wurde 1936 gegründet und bot ihren Mitgliedern Schulungen, Ausstellungsräume und eine Plattform für den Austausch über soziale und kreative Themen. Die Photo League wurde 1951 aufgelöst, nachdem sie während der McCarthy-Ära auf die schwarze Liste des US-Justizministeriums gesetzt worden war. Die Photo League spielte eine wichtige Rolle bei der Entwicklung der sozialdokumentarischen Fotografie in den USA.

## Leben
Rebecca Brody wurde als Tochter russisch-jüdischer Einwanderer in der Hester Street in der Lower East Side geboren. Ihr Vater, Isadore Brody, war Schneider und die Familie zog mehrmals innerhalb des Viertels um. In ihrer Jugend entwickelte sie eine Leidenschaft für modernen Tanz und trat in verschiedenen Aufführungen auf, unter anderem bei der Weltausstellung 1939 in New York. Mit dem Verdienst aus diesen Engagements kaufte sie sich 1938 ihre erste Kamera und begann, ihre Umgebung fotografisch festzuhalten. Sie besuchte kostenlose Fotokurse, die von der National Youth Administration unter der Leitung von Arnold Eagle angeboten wurden. Rebecca Brody heiratete 1941 Eugene Lepkoff, den sie bei einem Tanzkurs kennengelernt hatte. Er wurde kurz darauf eingezogen und diente während des Zweiten Weltkriegs in einer Artillerieeinheit in Europa. Nach seiner Rückkehr bezog das Paar eine Wohnung in der Cherry Street 343 in der Lower East Side.
1945 trat Rebecca Lepkoff der Photo League bei, einer in New York ansässigen Fotografenkooperative, die sich der sozialdokumentarischen Fotografie widmete. Dort wurde sie von Fotografen wie Sid Grossman und Paul Strand beeinflusst und ermutigt, das urbane Leben zu dokumentieren. Ihre Arbeit konzentrierte sich auf die Straßen, Gebäude und Bewohner der Lower East Side, wobei sie den Alltag und die kulturelle Vielfalt des Viertels festhielt. Nach der Auflösung der Photo League 1951 setzte Lepkoff ihre fotografische Arbeit fort und dokumentierte in den 1950er Jahren das Leben in Vermont.
Ihre Arbeiten wurden in zahlreichen Büchern, Galerien und Museumsausstellungen gezeigt und befinden sich in den Sammlungen renommierter Institutionen wie der National Gallery of Art  in Washington D.C., der National Gallery of Canada und dem Museum of the City of New York.

## Werk
Rebecca Lepkoffs Fotografien zeichnen sich durch ihren dokumentarischen Stil aus, der das tägliche Leben der Menschen in der Lower East Side authentisch widerspiegelt. Sie fotografierte Straßenszenen, spielende Kinder, Straßenhändler und das architektonische Umfeld. Ihre Bilder sind bekannt für ihre lebendigen Darstellungen des Gemeinschaftslebens und bieten einen intimen Einblick in das Leben der Bewohner.